# غايوس كاسيوس لونجينوس فاروس
 غايوس كاسيوس لونجينوس فاروس كان قنصل روماني في 73 بعد الميلاد. حاول لونجينوس بصفته حاكم غاليا كيسالبينا إيقاف العبيد المتمردين بقيادة سبارتاكوس قرب مودينا، لكنه عانى خسارة كبيرة وبالكاد خرج حياً من القتال.